# Serinus canicollis
El serín dorsigrís (Serinus canicollis) es una especie de ave paseriforme de la familia Fringillidae propia de África austral.

## Subespecies
- Serinus canicollis canicollis (Swainson, 1838)
- Serinus canicollis griseitergum (Clancey, 1967)
- Serinus canicollis thompsonae (Roberts, 1924)

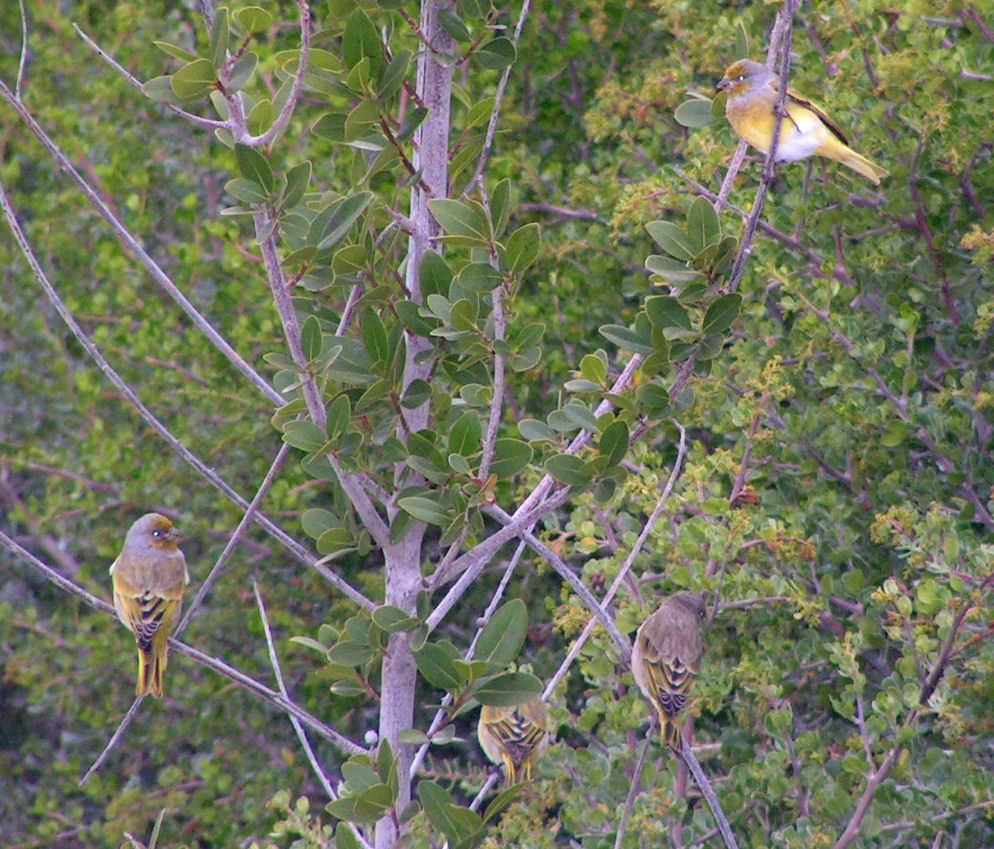
Cuatro en un árbol, Sudáfrica